# Siebe Van der Heyden
Siebe Van der Heyden (* 30. Mai 1998 in Denderleeuw) ist ein belgischer Fußballspieler. Der Innenverteidiger steht aktuell bei der KAA Gent unter Vertrag.

## Karriere

### Verein

#### Jugend und KV Ostende
Van der Heyden wurde in seiner Jugend sieben Jahre beim belgischen Erstligisten RSC Anderlecht ausgebildet. Obwohl er sämtliche Jugendmannschaften des Vereins durchlief, schaffte er den Sprung in die Profimannschaft bei Anderlecht nicht und wechselte daher 2016 zum KV Oostende, der damals in der ersten belgischen Liga spielte. Van der Heyden gelang aber auch hier der Durchbruch nicht. Er spielte zumeist in der zweiten Mannschaft, stand in keinem Ligaspiel im Kader und kam insgesamt nur auf einen zweiminütigen Einsatz in einem Pflichtspiel der ersten Mannschaft.

#### FC Eindhoven
Nach dem Ende des Vertrags in Oostende unterschrieb Van der Heyden beim niederländischen Zweitligisten FC Eindhoven einen Einjahresvertrag, der Eindhoven die Option gab, den Vertrag um eine weitere Saison zu verlängern. Nach eigenen Angaben hätte er auch die Möglichkeit gehabt, in der dritten belgischen Liga zu spielen und dort mehr Geld zu verdienen, sah aber bei Eindhoven bessere Chancen, sich im Profibereich doch noch durchsetzen zu können. Beim FC Eindhoven erzielte er bei seinem Debüt in der Keuken Kampioen Divisie am 17. August 2018 gegen PSV Eindhoven II gleich nach fünf Minuten das Tor zum zwischenzeitlichen 1:0. Als Stammspieler bestritt er in der Saison 2018/19 insgesamt 32 Ligaspiele für den FC Eindhoven. In den sechs Spielen, in denen er nicht spielte, war er fünfmal aufgrund gelber oder gelb-roter Karten gesperrt, einmal fehlte er aufgrund einer Erkrankung.

#### Union Saint-Gilloise
Zu Beginn der Saison 2019/20 wechselte Van der Heyden für eine Ablösesumme von 100.000 Euro in die zweite belgische Liga zu Union Saint-Gilloise, wo er einen Dreijahresvertrag mit der Option auf ein weiteres Jahr erhielt. In seiner ersten Saison bei Union stand er in 26 Spielen im Kader der Mannschaft, wurde aber nur in dreizehn Partien eingesetzt. Ab der zweiten Saison war Van der Heyden dann aber Stammspieler in der Innenverteidigung von Union Saint-Gilloise. Am Ende der Saison 2020/21 stieg er mit Union Saint-Gilloise als Zweitligameister in die Jupiler Pro League auf. Sein Debüt in der ersten belgischen Liga feierte Van der Heyden am 25. Juli 2021 beim 3:1-Sieg beim RSC Anderlecht. Union spielte in der Saison 2021/22 als Aufsteiger auch in der ersten belgischen League gleich oben mit und stand nach der Hauptrunde auf den ersten Platz, wurde nach der Meisterrunde Zweiter und qualifizierte sich damit für die UEFA Champions-League-Qualifikation bzw. die UEFA Europa League. Van der Heyden trug zu dem Erfolg in 25 Ligaspielen bei.

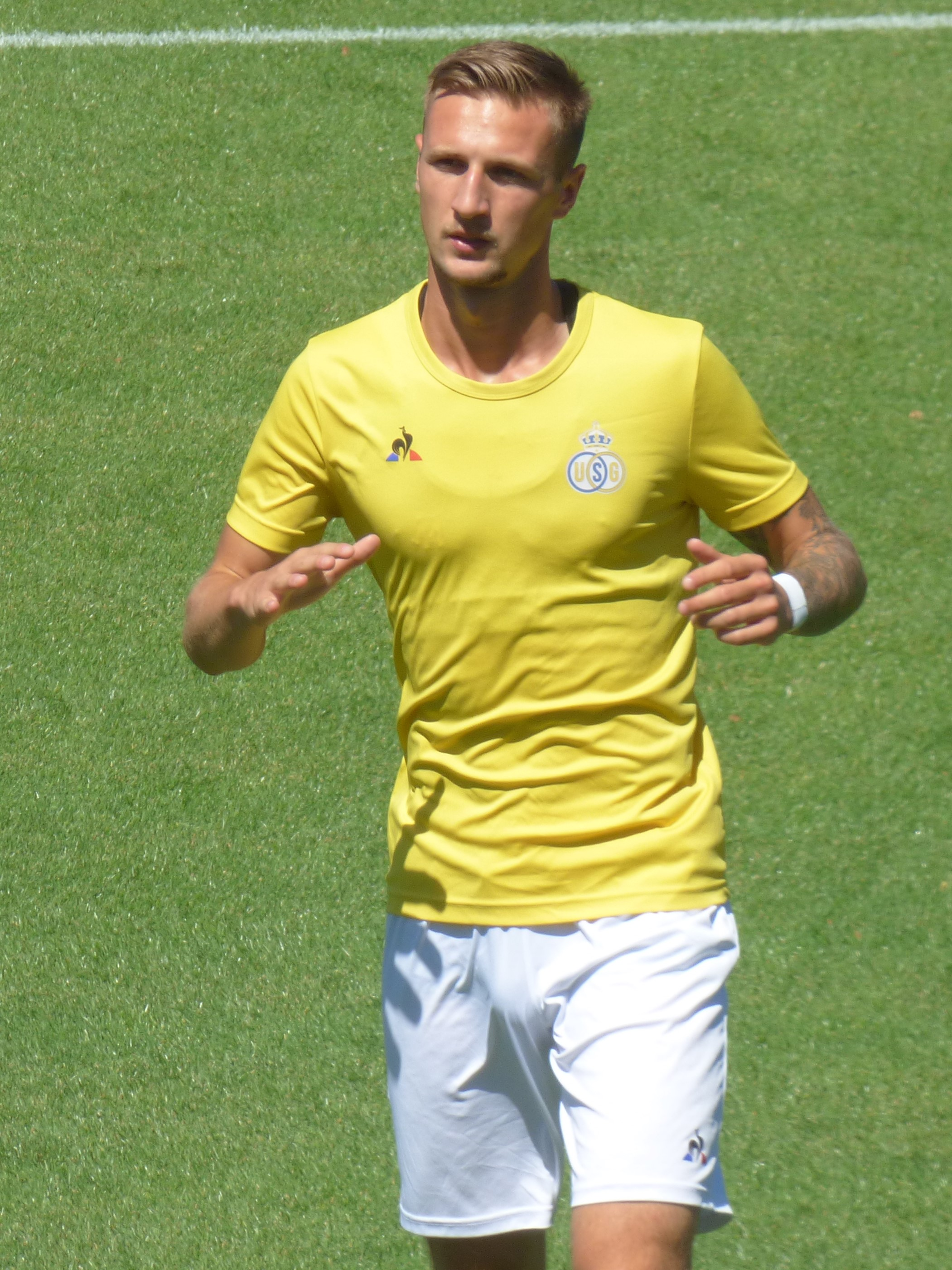
Van der Heyden im Trikot von Saint Gilloise

In der Saison 22/23 debütierte Van der Heyden am 8. September in der UEFA Europa League beim 1:0-Sieg gegen Union Berlin im Stadion An der Alten Försterei in Berlin. Insgesamt stand Van der Heyden in der Saison neben 27 Ligaspielen in zwei Spielen in der UEFA-Champions-League-Qualifikation und in acht Spielen der Europa League auf dem Platz. Als Union Saint-Gilloise am 20. April 2023 nach einem 1:1 im Hinspiel im Rückspiel gegen Bayer Leverkusen im Viertelfinale zuhause mit 1:4 ausschied, fehlte Van der Heyden aufgrund einer Gelbsperre.

#### RCD Mallorca
Zu Beginn der Saison 2023/24 verpflichtete der spanische Erstligist RCD Mallorca Van der Heyden für eine Ablösesumme von 2,7 Millionen Euro. Er erhielt einen Vertrag bis zum Ende der Saison 2027/28.
Van der Heyden debütierte im September 2023 beim Heimspiel gegen Athletic Bilbao in der LaLiga, könnte sich aber nicht wirklich durchsetzen und kam bis Ende Januar 2025 nur auf acht Ligaeinsätze in der höchsten spanischen Spielklasse.

#### FC St. Pauli
Gegen Ende des Transferfensters in der Winterpause 2024/25 lieh der FC St. Pauli Van der Heyden aufgrund akuter Verletzungsprobleme in der Abwehr des Hamburger Clubs bis zum Ende der Saison 2024/25 aus. Van der Heyden machte im Februar 2025 sein erstes Bundesligaspiel, als er beim 1:1 gegen den FC Augsburg eingewechselt wurde. Sein (bisher) einziges Bundesligator erzielte er am 8. März zur zwischenzeitlichen Führung beim 1:1 gegen den VfL Wolfsburg. Insgesamt absolvierte Van der Heyden dreizehn Pflichtspiele für den FC St. Pauli, der in der Saison als Aufsteiger die Klasse halten konnte.

#### KAA Gent
Im Sommer 2025 wechselte Van der Heyden zurück in sein Heimatland zur KAA Gent.

### Nationalmannschaft
Im März 2022 wurde Van der Heyden erstmals in den Kader der belgischen Nationalmannschaft berufen und machte beim 3:0-Sieg im Freundschaftsspiel gegen Burkina Faso sein erstes und bisher einziges Länderspiel für Belgien.